# Церква святого Михайла Архістратига (Урзуф)
Церква Святого Михайла Архістратига в селі Урзуф — православна церква в селі Урзуф, Мангушський район, Донецька область. Побудована в другій половині XIX століття.

## Історія
Церква почалася будуватися в другій половині XIX століття. Будувалася вона 14—16 років з перервами. Проект був складений двома італійськими архітекторами. Камінь для фундаменту доставляли із Стародубівки, де є кам'яні кар'єри. Церква будувалася за кошти прихожан. Розчин, на якому клали цеглу, робили на яєчних білках, висота церкви — 33 м, що відповідає рокам життя Ісуса Христа.
Свою назву церква успадкувала від першої церкви села — Церква Архістратига Архангела Михайла. Вона мала п'ять куполів і одну дзвіницю, і мала форму хреста. Першим священиком був Спиридон Калафатов, який вів службу і читав Закон Божий. Прослужив він до 1905 року. Перша літургія була проведена 2 серпня 1876 року, цей день вважається престольним святом (день відкриття церкви). У цей день в Урзуф приходили з усіх грецьких сіл (як паломництво). Навколо церкви була огорожа з кам'яних тумб, з'єднаних залізними прутами з гострими списами вгорі, була сторожка. 25 років сторожем церкви був Гуржій Лазар Костянтинович, по-грецьки староста-пассир — «Титар». Першим, кого вінчали в церкві, був Сагаріц Федір Андрійович. Другим священиком був Травляєв Костянтин, який прослужив до 1927–1928 років — грек, з Малої Енісолі.
На початку 30-х років XX століття церкву закрили більшовики. Довго пустувати будівлі не довелося. Коли організували колгосп, тут влаштували склад для зерна.
Німецькі окупанти шанобливо поставилися до православної святині, навіть замаскували, щоб не постраждала під час авіанальотів. У 1944 році, після звільнення від німецької армії, з церкви були зняті куполи, дзвони і відправлені до Таганрога на Плавлений завод. Будівлі церкви знову перетворили на сховище (зерна, мінеральних добрив, металобрухту і тому подібне). Так церква стояла спотвореною до 1989 року. В 1990 році почалася робота з реставрації храму. Перша літургія була проведена священиком Павлом Олійником 2 червня 1994 року.
У зв'язку з переведенням священика Павла до Ялти в 1995 році, в червні службу почав проводити священик І. Чініда. З 25 грудня 1997 року був призначений інший священик — П. Сатюк.
Значною подією в житті Приазовських греків напередодні 225-річчя їхнього переселення і заснування грецьких сіл з'явилося завершення реставраційних робіт церкви. До неї передано на зберігання копію унікальної ікони XI століття «Святий Георгій — воїн з житієм», що належала митрополиту Ігнатію і під святим благословенням якої здійснювався перехід греків-християн з Криму до Приазов'я. Для внутрішнього оформлення церкви благочинний отець Микола із Маріуполя направив 50 ікон для Урзуфської церкви. Протягом всіх робіт реставрації, благочинники Маріуполя надавали допомогу.
Заслуга в акті відбудови церкви належить Віктору Федоровичу і Людмилі Янукович (2004 рік), широкій громадськості та грекам: народному депутату України О. Колоніарі, міському голові Маріуполя Ю. Хотлубею, сільському голові А. Аврамову, грецькому суспільству села Урзуф, ентузіасту-подвижнику С. Кудокоцеву, ректору МДГУ К. Балабанову, голові ФГТУ О. Проценко-Пічаджі, народній артистці України С. Отченашенко і багатьом керівникам підприємств, активістам-поборникам духовності.
Іконостас для храму розписала маріупольська художниця Людмила Пономарьова. Ікони виконані у візантійському стилі.
Сьогодні церква є гордістю жителів Урзуфа і Мангушського району, а також великою історичною цінністю.